# Estación Yoshinobu

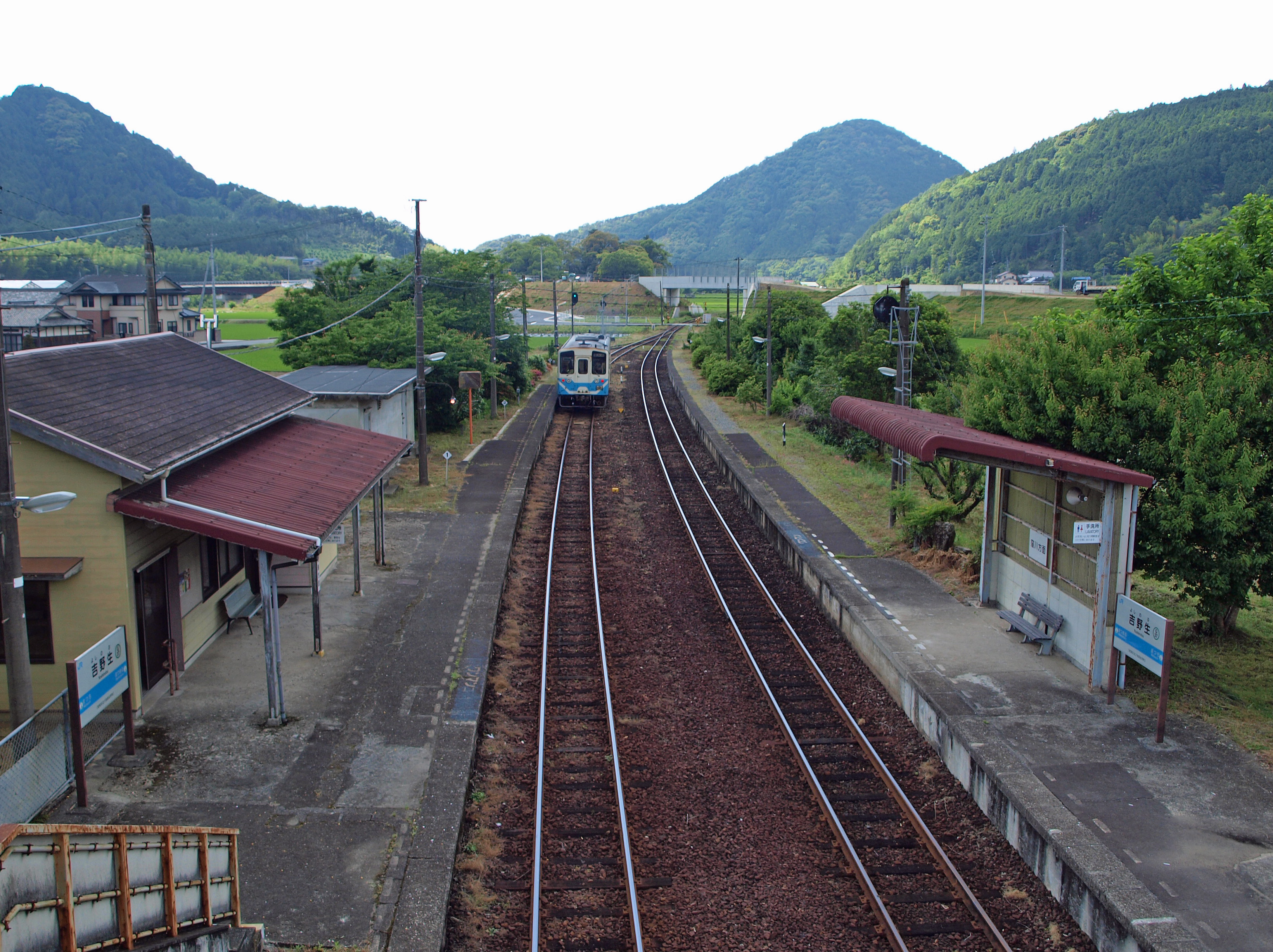
Vista de la estación Yoshinobu

La Estación Yoshinobu (吉野生駅 Yoshinobu-eki?) es una estación de la Línea Yodo (予土線 Yodo-sen?) de la Japan Railways que se encuentra en el distrito Yoshino (吉野?) del Pueblo de Matsuno  en el Distrito de Kitauwa de la Prefectura de Ehime. El código de estación es el "G37".

## Estación de pasajeros
Cuenta con dos plataformas, entre las cuales se encuentran las vías. Cada plataforma cuenta con un andén (Andenes 1 y 2). La estación no cuenta con personal.

### Andenes
| 1 | ● Línea Yodo | Hacia Matsuno, Kihoku y Uwajima                   |
| 1 | ● Línea Yodo | Hacia Ciudad de Shimanto (四万十市 Shimanto-shi?) |
| 2 | ● Línea Yodo | Hacia Matsuno, Kihoku y Uwajima                   |
| 2 | ● Línea Yodo | Hacia Ciudad de Shimanto                          |

## Alrededores de la estación
- Oficina de Correo de Yoshino

## Historia
- 1923: el 12 de diciembre es inaugurada como Estación Yoshino (吉野駅 Yoshino-eki?) del Ferrocarril Uwajima (宇和島鉄道 Uwajima-tetsudō?).
- 1933: el 1° de agosto pasa a ser la Estación Yoshinobu de Ferrocarriles Nacionales de Japón (日本国有鉄道 Nihon Kokuyū Tetsudō?) debido a la estatización del Ferrocarril Uwajima.
- 1987: el 1° de abril pasa a ser una estación de la división Ferrocarriles de Pasajeros de Shikoku de la Japan Railways.

## Estación anterior y posterior
- Línea Yodo 
  - Estación Matsumaru (G38)  <<  Estación Yoshinobu (G37)  >>  Estación Matsuchi (G36)